# Delfina Lombardi
Delfina Lombardi Larrere (Bahía Blanca, Buenos Aires, Argentina; 17 de marzo de 2006) es una futbolista argentina. Juega de delantera en Keiser University de la National Association of Intercollegiate Athletics (NAIA) de Estados Unidos.

## Trayectoria

### Inicios en Bella Vista
Jugaba partidos callejeros de forma informal durante su infancia hasta que en 2019 con 13 años, comenzó jugando al fútbol en el club Bella Vista de su natal Bahía Blanca con compañeros varones. Aunque al principio no podía hacerlo de forma oficial sino informal, luego de enviar una carta la Liga pudo comenzar a disputar partidos de la Liga del Sur con el conjunto bahiense, en el que participó desde 2019 hasta 2020 de forma mixta y en 2021 en fútbol femenino.

### River Plate
En febrero de 2022 se muda a Buenos Aires para unirse a River Plate, donde jugaría con las divisiones inferiores, se integró a los entrenamientos luego de disputar el Sudamericano con la Selección Sub-17 de Argentina. Ya había tenido un llamado del Millonario cuando tenía 11 años, pero debido a su corta edad decidió posponerlo.
Para la temporada 2023 fue agregada a la lista del primer equipo de River. Su debut se produjo en junio de 2024 ingresando a 15 minutos del final de partido ante Platense, en lugar de Carolina Birizamberri.

### Keiser University
El 22 de julio de 2024, Delfina anunció que seguirá su carrera en Keiser University de los Estados Unidos, donde además de jugar al futbol, también estudiará.

## Selección nacional
En febrero de 2022 fue convocada a la Selección Argentina sub-17 para disputar el Sudamericano 2022 de dicha categoría. Ya había entrenado con la pre-selección desde octubre de 2021, y había disputado un amistoso ante Huracán. En el Sudamericano jugó 3 partidos y anotó 2 goles, ambos en la goleada 4-0 de su equipo ante Bolivia, el 6 de marzo de 2022.

## Estadísticas

### Clubes
| Club                       | País           | Año             |
| -------------------------- | -------------- | --------------- |
| Bella Vista (Bahía Blanca) | Argentina      | 2019 - 2021     |
| River Plate (reserva)      | Argentina      | 2022            |
| River Plate                | Argentina      | 2023 - 2024     |
| Keiser University          | Estados Unidos | 2024 - presente |

## Vida personal
Además de fútbol, practicó también tenis, natación, hockey y handball. Confesó que le gustaría poder mudarse a Estados Unidos y  conseguir una beca deportiva.